# NGC 6966
NGC 6966 est une paire d'étoiles située dans la constellation du Verseau,. L'astronome prussien Heinrich Louis d'Arrest a enregistré la position de cette paire le 26 juillet 1865.